# Rüppell-Zwergfledermaus
Die Rüppell-Zwergfledermaus (Vansonia rueppellii) ist ein in Afrika und im westlichen Asien verbreitetes Fledertier in der Unterfamilie der Eigentlichen Glattnasen. Die Art ist nach dem deutschen Naturforscher Eduard Rüppell benannt. Das Typusexemplar stammt aus dem nördlichen Sudan.

## Taxonomie
Die Fledermaus war lange ein Vertreter der Gattung Zwergfledermäuse (Pipistrellus). Genetische Studien zeigten, dass sie sich entweder sehr früh von den anderen Arten der Gattungsgruppe Pipistrellini getrennt hat, oder dass sie die Schwestergruppe einer Klade ist, die aus den Zwergfledermäusen und den Abendseglern (Nyctalus) besteht. Um das zu verdeutlichen, wird die Rüppell-Zwergfledermaus in der monotypischen Gattung Vansonia geführt. Mehrere Unterarten wurden beschrieben, deren Gültigkeit aufgrund der geringen Datenmenge umstritten ist.

## Merkmale
Wie der zweite Teil des deutschen Namens verdeutlicht, ist die Art mit einer Kopf-Rumpf-Länge von 43 bis 56 mm, einer Schwanzlänge von 25 bis 41 mm und einem Gewicht von 4 bis 9 g eine kleine Fledermaus. Typisch ist dichtes und weiches Fell, das oberseits grau, heller graubraun oder schwarzbraun ist. Oft ist ein silberner Schimmer vorhanden. Die weiße Färbung des Bauches kann sich bis zur Kehle fortsetzen oder diese ist hell rotbraun. Die im Verhältnis zu den, in der Gattung Zwergfledermäuse verbleibenden Arten, langen Ohren sind wie das Gesicht schwarz. Der Tragus nimmt etwa die halbe Länge des Ohres ein. Die Rüppell-Zwergfledermaus hat leicht durchscheinende Flügel, die meist hellgrau oder bräunlich bis weißlich sind. Der Schwanz wird vollständig von der Schwanzflughaut eingeschlossen. Jeder Fersensporn (Calcar) nimmt etwa ein Viertel der Länge zwischen den beiden Fersen ein. Verglichen mit den Zwergfledermäusen aus Afrika kommt ein recht robuster Schädel vor. Die Zahnformel lautet I 2/3, C 1/1, P 2/2, M 3/3, was 34 Zähne im Gebiss ergibt. Der diploide Chromosomensatz besteht aus 36 Chromosomen (2n=36).

## Verbreitung
Die größte zusammenhängende Population lebt im östlichen Afrika von Sudan über Uganda, die östliche Demokratische Republik Kongo, Kenia, das westliche Tansania, Sambia und Simbabwe bis nach Botswana. Disjunkte Populationen gibt es im Dreiländereck Südafrika/Mosambik/Simbabwe, im nördlichen Angola, im Grenzbereich Tschad/Nigeria, im Norden Senegals, im Grenzbereich Marokko/Algerien, vom Nildelta bis zur Levante, im westlichen Jemen und im östlichen Irak.
Als Habitat dienen trockene Savannen, andere Grasländer, Strauchflächen und Wüsten. Wälder werden nur besucht, wenn ausreichend offene Stellen mit Wasser vorhanden sind. In trockenen Regionen sucht die Fledermaus die Nähe von Oasen oder Wasserläufen. Die Art erreicht in Gebirgen  oder Hochländern 1700 Meter Höhe.

## Lebensweise
Die meisten ruhenden Exemplare wurden unter überhängenden Felsen oder in Gebäuden gefunden. Vermutlich ist die Rüppell-Zwergfledermaus zwischen Abend- und Morgendämmerung aktiv. Einige im Verdauungstrakt gefundene tagaktive Insekten lassen auch eine sehr variable Aktivität vermuten. Im Versteck treten die Tiere einzeln oder paarweise auf. Zur Jagd über Wasserflächen können sich kleinere Gruppen bilden. Bei ungünstigen Bedingungen kann die Fledermaus einen torpiden Zustand einnehmen. Die Rufe zur Echoortung variieren, je nach Region. Sie beginnen meist bei 70 kHz oder gelegentlich bei 100 kHz und enden bei 40 bis 57 kHz. Im südlichen Afrika (Malawi, Simbabwe) waren die Rufe 7 bis 8 Millisekunden lang und in Israel etwa 4 Millisekunden lang. Der Fledermausadler ist als Fressfeind dieser Art bekannt.
Die Nahrungssuche findet meist 1 bis 10 Meter über Wasserflächen statt. Die Rüppell-Zwergfledermaus lässt sich nach unten sinken und wenn die Beute erkannt ist, steigt sie schnell auf. In Libyen bestand die Nahrung während einer Studie zu 50 Prozent aus Fliegen, zu 30 Prozent aus Schmetterlingen und zu 20 Prozent aus Mücken. Zusätzlich wurden Käfer, Köcherfliegen und Hautflügler gefangen. In Sambia wurden zwischen September und November Neugeborene gefunden. Fast erwachsene Jungtiere lebten im Dezember in Malawi.

## Gefährdung
Regional wirkt sich der Einsatz von Pestiziden negativ aus. Trotz größerer Lücken zwischen den Populationen gilt die Art als häufig. Die IUCN listet die Rüppell-Zwergfledermaus als nicht gefährdet (least concern).